# Кеті Бейтс
Ке́тлін Дойл «Кеті» Бейтс (англ. Kathleen Doyle "Kathy" Bates; нар. 28 червня 1948, Мемфіс, США) — американська акторка та режисерка, володарка премій «Оскар» та «Золотий глобус» за роль у фільмі «Мізері» (1990). Також відома за ролями у фільмах «Смажені зелені помідори» (1991), «Титанік» (1997), «Основні кольори» (1998), «Про Шмідта» (2002), «Річард Джуелл» (2019) та ін.

## Життєпис
Кетлін Дойл Бейтс народилась в Мемфісі, штат Теннессі. Вона здобула вищу освіту в Південному методичному університеті у Далласі, також була головою жіночого товариства «Альфа, Дельта, Пі». У кіно Бейтс дебютувала в 1971 році. З 1973 року працювала в театрі, отримавши деяку популярність лише після ролі у виставі Злочини серця у 1978 році. У 80-х роках вона активно брала участь в бродвейських постановках, багато знімалася на телебаченні, а в кіно була зайнята у другорядних ролях. До Бейтс прийшла слава після фільму «Мізері» (1990), за який вона отримала премію «Оскар». У наступному році вона знялася фільмі «Смажені зелені помідори», за який була номінована на премії BAFTA та «Золотий глобус». Іншою великою роллю стала роль Моллі Браун у фільмі-катастрофі «Титанік» (1997) режисера Джеймса Камерона.
У 1991 році вона одружилася з актором Тоні Кампізі, з яким прожила до цього 12 років у цивільному шлюбі. У 1997 році вони розлучилися.

## Фільмографія
- 1971: Taking Off
- 1977: The Doctors (телесеріал)
- 1978: The Love Boat (телесеріал)
- 1978: Straight Time

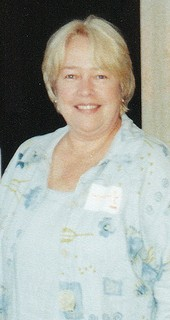
Кеті Бейтс у 1999 році

- 1982: Повертайся о п'ятій і десятій, Джиммі Діне, Джиммі Діне
- 1983: Two of a Kind
- 1984: All My Children (телесеріал)
- 1984-85: One Life to Live (телесеріал)
- 1986: Johnny Bull (телефільм)
- 1986: Cagney & Lacey (телесеріал)
- 1986: The Morning After
- 1986-87: St. Elsewhere (телесеріал)
- 1987: Murder Ordained (телесеріал)
- 1987: Summer Heat
- 1987: My Best Friend Is a Vampire
- 1988: Arthur 2: On the Rocks
- 1989: China Beach (телесеріал)
- 1989: Signs of Life
- 1989: High Stakes
- 1989: Roe vs. Wade (телефільм)
- 1989: L.A. Law (телесеріал)
- 1989: No Place Like Home (телефільм)
- 1990: Men Don't Leave
- 1990: Дік Трейсі (Dick Tracy)
- 1990: White Palace
- 1990: Мізері (Misery)
- 1991: Shadows and Fog
- 1991: At Play in the Fields of the Lord
- 1991: Смажені зелені помідори (Fried Green Tomatoes)
- 1992: The Road to Mecca
- 1992: Прелюдія до поцілунку
- 1992: Used People
- 1993: Hostages (телефільм)
- 1993: A Home of Our Own
- 1993: American Experience (телесеріал)
- 1994: Протистояння (The Stand)
- 1994: Норт
- 1994: Curse of the Starving Class
- 1995: Долорес Клейборн
- 1995: The West Side Waltz (телефільм)
- 1995: Angus
- 1996: Дияволиці
- 1996: The War at Home
- 1996: The Late Shift
- 1997: Віднесений морем
- 1997: Титанік (Titanic)
- 1998: Основні кольори (Primary Colors)
- 1998: The Effects of Magic (озвучення)
- 1998: Водоноша (The Waterboy)
- 1998: A Civil Action
- 1999: Annie
- 1999: Baby Steps (короткометражка)
- 1999: 3rd Rock from the Sun (ситком)
- 1999: Dash and Lily (режисер)
- 2000: Bruno
- 2000: MADtv (телесеріал)
- 2001: Rat Race
- 2001: American Outlaws
- 2001: King of the Hill (телесеріал)
- 2002: Love Liza
- 2002: Dragonfly
- 2002: Про Шмідта (About Schmidt)
- 2002: Unconditional Love
- 2002: My Sister's Keeper (телефільм)
- 2003: Клієнт завжди мертвий (телесеріал)
- 2004: Навколо світу за 80 днів (Around the World in 80 Days)
- 2004: Little Black Book
- 2004: Popeye's Voyage: The Quest for Pappy (озвучення)
- 2004: The Ingrate
- 2004: The Cutting Edge: The Magic of Movie Editing (документальний))
- 2004: Міст короля Людовика Святого (The Bridge of San Luis Rey)
- 2005: Ambulance Girl (телефільм)
- 2005: Guilty Hearts
- 2005: Rumor Has It…
- 2005: Warm Springs (телефільм)
- 2006: Кохання та інші неприємності (Failure to Launch)
- 2006: Have
- 2006: Solace
- 2006: Дивні родичі (Relative Strangers)
- 2006: Bonneville
- 2006: Павутиння Шарлотти (Charlotte's Web) (озвучення)
- 2007: Бі Муві: Медова змова (Bee Movie) (озвучення)
- 2007: Fred Claus
- 2007: Золотий компас (The Golden Compass) (озвучення)
- 2007: P. S. Я кохаю тебе (P.S. I Love You)
- 2007: Christmas Is Here Again (озвучення)
- 2008: The Family That Preys
- 2008: День, коли Земля зупинилась (The Day the Earth Stood Still)
- 2008: Життя спочатку (Revolutionary Road)
- 2009: Шері (Cheri)
- 2009: Alice (телесеріал)
- 2009: Personal Effects
- 2009: Невидима сторона (The Blind Side)
- 2010: День Святого Валентина (Valentine's Day)
- 2010-11: Офіс (телесеріал)
- 2011: Harry's Law
- 2011: Опівночі в Парижі (Midnight in Paris)
- 2011: You May Not Kiss the Bride
- 2011: A Little Bit of Heaven
- 2012: Two and a Half Men (телесеріал)
- 2018: За статевою ознакою
- 2019: Розбійники з великої дороги — Міріам Ферґюсон[en], губернаторка Техасу

| Рік  |   | Українська назва | Оригінальна назва | Роль      |
| ---- | - | ---------------- | ----------------- | --------- |
| 2016 | ф | Поганий Санта 2  | Bad Santa 2‎       | Санні Сок |

## Нагороди та номінації
Список нагород і номінацій Кеті Бейтс